# Lenguas hatam-mansim
Las lenguas hatam-mansim son una pequeña familia lingüística de Nueva Guinea occidental que incluye solo dos lenguas:
- Hatam
- Mansim (Borai)

Ross (2005) tentativamente clasifica el hatam como una rama de las lenguas papúes occidentales, basándose en similitudes entre los pronombres (aunque no considera el mansim), pero Glottolog sigue listando el hatam-mansim como una familia independiente. Siguiendo a Reesink (2002), Glottolog lista el mansim como una lengua diferente del hattam: "comparaciones de antiguas listas de palabras (e.g. von der Gabelentz & Meyer 1882) confirman rápidamente esta diferencia."